# Вале Бенедета (Ливорно)
Вале Бенедета је насеље у Италији у округу Ливорно, региону Тоскана.
Према процени из 2011. у насељу је живело 149 становника. Насеље се налази на надморској висини од 321 м.